# Johann Christoph Buch
Johann Christoph Buch (* März 1715 in Kassel; † 27. Juni 1774) war ein deutscher Jurist.

## Leben
Buch war ein Sohn des Regierungsrats Heinrich Gerhard Buch in Kassel. Er studierte an der Universität Rinteln und wurde zunächst Hofmeister des Grafen Karl Paul Ernst von Bentheim-Steinfurt. Später war er Professor der Rechte an der Hohen Schule in Steinfurt und steinfurtischer Regierungsrat, zuletzt königlich britischer und kurbraunschweig-lüneburgischer Regierungsrat und Hofrichter der verpfändeten Grafschaft Bentheim.